# Bundesgartenschau

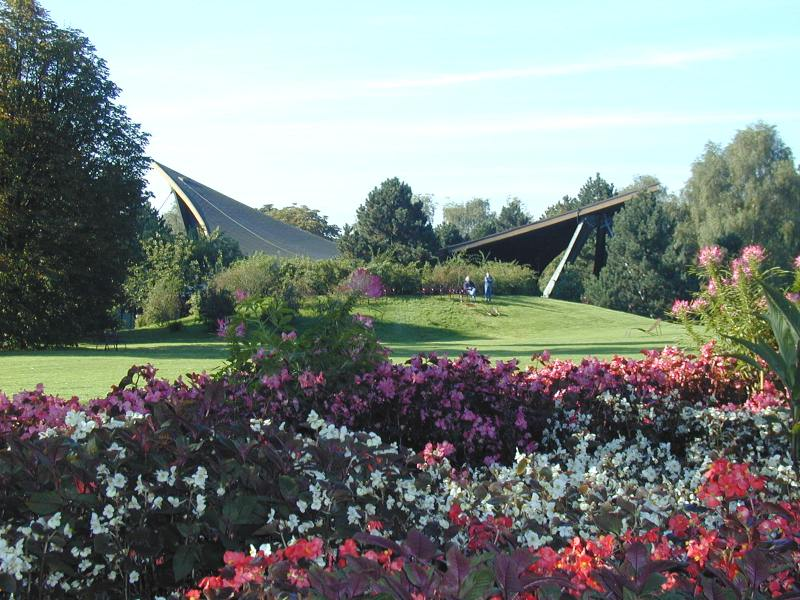
BUGA 1991: Westfalenpark

Bundesgartenschau (förkortat BUGA) är en utställning kring trädgårdar och landskapsarkitektur som vartannat år sedan 1951 hålls i olika städer i Tyskland. En motsvarighet på delstatsnivå är Landesgartenschau. Var tionde år den aktuella utställningen dessutom arrangör för Internationale Gartenschau (IGS) eller Internationale Gartenbauausstellung (IGA).
I Tyskland har trädgårdsutställningar en lång tradition. En milstolpe är den första kommunala utställningen, Allgemeine Deutsche Gartenbauausstellung, som ägde rum i Mainz 1901. 1914 följde Deutsche Gartenbauausstellung i Altona i Hamburg. Dagens utställningar skapades dock i Förbundsrepubliken Tyskland där viktiga steg mot dagens Bundesgartenschau var Südwestdeutsche Gartenschau (Süwega) i Landau 1949 och Deutsche Gartenschau i Stuttgart 1950. 

## Arrangörsstäder
- 1951 - Hannover
- 1953 - Hamburg; Planten un Blomen (IGA)
- 1955 - Kassel; Karlsaue
- 1957 - Köln
- 1959 - Dortmund; Westfalenpark (med Floriantornet, Europas och världens första roterande restaurang)
- 1961 - Stuttgart; Oberer und Mittlerer Schlossgarten
- 1963 - Hamburg; Planten un Blomen (IGA)
- 1965 - Essen; Grugapark
- 1967 - Karlsruhe; Stadtgarten/Zoo und Schlossgarten
- 1969 - Dortmund; Westfalenpark
- 1971 - Köln
- 1973 - Hamburg; Planten un Blomen (IGA)
- 1975 - Mannheim; Luisenpark
- 1977 - Stuttgart; Unterer Schlossgarten
- 1979 - Bonn; Rheinaue
- 1981 - Kassel; Fuldaaue und Karlsaue
- 1983 - München; Westpark (IGA)
- 1985 - Berlin; Britzer Garten
- 1987 - Düsseldorf; Volksgarten und Südpark
- 1989 - Frankfurt am Main, Niddapark
- 1991 - Dortmund; Westfalenpark
- 1993 - Stuttgart; Killesberg, Wartberg, Leibfriedscher Garten, Rosensteinpark (IGA)
- 1995 - Cottbus; Spreeauenpark
- 1997 - Gelsenkirchen; Nordsternpark
- 1999 - Magdeburg; Elbauenpark
- 2001 - Potsdam; Volkspark Potsdam
- 2003 - Rostock; IGA-Park Schmarl (IGA 2003)
- 2005 - München; Riemer Park
- 2007 - Gera; Hofwiesenpark och Ronneburg
- 2009 - Schwerin
- 2011 - Koblenz
- 2013 - Hamburg
- 2015 - Havelregionen (Rathenow, Havelberg m. fl. orter i Brandenburg och Sachsen-Anhalt)
- 2017 - Berlin; Gärten der Welt
- 2019 - Heilbronn; Neckarbogen
- 2023 - Mannheim; Luisenpark